# Mandina Mancagne
 (mars 2013).
Si vous disposez d'ouvrages ou d'articles de référence ou si vous connaissez des sites web de qualité traitant du thème abordé ici, merci de compléter l'article en donnant les références utiles à sa vérifiabilité et en les liant à la section « Notes et références ».
Mandina Mancagne est un village du Sénégal situé en Basse-Casamance, au sud de Ziguinchor, la capitale régionale. Il fait partie de la communauté rurale de Niaguis, dans l'arrondissement de Niaguis, le département de Ziguinchor et la région de Ziguinchor.
Lors du dernier recensement (2002), la localité comptait 524 personnes et 73 ménages.
Village très étendu,Mandina Mancagne est comme un carrefour pour les échanges entre les villages suivants : Kandjalon à son nord, Kantiane et Bourofaye à l'ouest, Brigadier, Labissynthe au sud, Soucouta, Mandina Manjaque à l'est. Mandina Mancagne compte ainsi beaucoup de quartiers qui eux-mêmes sont d'authentiques mini-villages : Kadjil Diola, Maroc, Oufalla, et l'imposant quartier du marabout Thierno Diallo. Quelques patriarches ont marqué ce village : Raphaël Boissy, père d'un des militaires les plus connus connus au Sénégal, était le chef de ce village jusqu'à sa mort, le Vieux Badji, ancien combattant de la Grande Guerre et autres cultivateurs prospères et riches, Oufalla, Kondji, Weenathoum, Badiète etc. Peuplé majoritairement de Mancagnes, il en porte le patronyme pour se différencier de son voisin Mandina Manjaque. Toutes les ethnies casamançaises cohabitent dans une paix et une fraternité exemplaires.